# Antonio Pons
Antonio Pons Campuzano (Guayaquil, 10 de noviembre de 1897-Guayaquil, 12 de enero de 1980) fue un médico ecuatoriano. Encargado del Poder Ejecutivo del Ecuador, entre el 21 de agosto al 26 de septiembre de 1935, tras el derrocamiento del presidente Velasco Ibarra, por parte de los militares. Fue Presidente del Concejo Municipal de Guayaquil, en 1933.

## Biografía
Antonio Pons Campuzano nació el 10 de noviembre de 1897, en la ciudad ecuatoriana de Guayaquil. Hijo del matrimonio conformado del español (Barcelona) Antonio Pons y Curet y de la colombiana (Medellín) Trinidad Campuzano Santos.
Se graduó de médico y empezó a ejercer su profesión en su pueblo natal, con éxito.
En 1933 fue Presidente del Concejo Municipal de Guayaquil. Luego, el presidente Velasco Ibarra le ofreció la gobernación de Guayas, de la cual aceptó y así renunciando a la dignidad municipal. Duró pocas semanas en la gobernación, ya que salió de esta, por leves diferencias con el Ejecutivo; retirándose al desempeño de su profesión de médico.
El mismo presidente Velasco Ibarra, lo designó rector del Colegio Nacional Vicente Rocafuerte, y más tarde ministro de Gobierno; cargo que desempeñó, limando continuas asperezas entre el Ejecutivo y el Legislativo. Renunció al cargo la mañana del 20 de agosto de 1935, día en que el presidente Velasco Ibarra, se declaraba dictador.
Fue Encargado del Poder Ejecutivo del Ecuador, desde el 21 de agosto de 1935, tras el derrocamiento del presidente Velasco Ibarra, por parte de los militares, hasta el 26 de septiembre del mismo año, fecha en que renunció, ante el alto mando militar.
Después de ocupar el cargo de embajador en la Argentina en 1936, se retiró definitivamente de la política y se dedicó a su profesión y a la administración de su patrimonio en Guayaquil, donde falleció el 12 de enero de 1980.

## Encargo del Poder Ejecutivo
La mañana del 20 de agosto de 1935, día en que el presidente Velasco Ibarra, se declaraba dictador; renunció al cargo de ministro de Gobierno, por estar en desacuerdo con esa medida. Aunque tal medida del presidente no fue apoyada por los militares, fracasando en el intento; de ahí la frase: "me precipité sobre las bayonetas".
Esa misma mañana, en el hotel Savoy, en el que se hospedaba, una comitiva militar lo fue a visitar para que asista a una reunión en la casa del Comandante Plaza. Pons fue, y allí un militar de apellido Solís le pidió que acepte la Presidencia y luego nombre Ministro de Gobierno, a Carlos Arroyo del Río que lo reemplace; a lo que Pons rechaza la oferta.
En la madrugada del 21 de agosto del mismo año, una comisión de militares (más numerosa que la anterior), lo acompañó al Palacio Presidencial, para firmar su primer decreto, donde se encargaba del Poder Ejecutivo.
Ya en horas de la mañana del mismo día, fue a visitar al depuesto presidente dictador, para que renunciara a la Presidencia antes de que fuera depuesto por el Congreso, y le facilitó la salida del país hacia Colombia.
Durante su gobierno, firmó varios proyectos en favor de la niñez ecuatoriana, fijó el día del Niño en el calendario y alertó al país sobre el peligro que encerraba una Constitución tan caótica como la de 1929 en donde un voto de desconfianza del Congreso podía dejar sin gabinete al País.
También convocó a elecciones; postulándose Alejandro Ponce Borja por el Partido Conservador, Carlos Arroyo del Río por el Partido Liberal Radical Ecuatoriano, José Vicente Trujillo por el Partido Liberal y Luis Larrea Alba por el Partido Socialista.
El 26 de septiembre del mismo año, a escasos 36 días de gestión, tras reflexionar sobre la catástrofe que ocasionaría la ascensión de fuerzas tan peligrosas como la derecha en pleno auge del fascismo mundial; renunció a la presidencia ante la alta cúpula militar, quienes le dieron el mandato supremo a Federico Páez Chiriboga.

## Obras
Escribió en 1936 el libro: "Contra el zarpazo de la garra política".